# Więcbork (công xã)
Gmina Więcbork là một Gmina đô thị-nông thôn (quận hành chính) ở Sępólno, Kuyavian-Pomeranian Voivodeship, ở phía bắc miền trung Ba Lan. Khu hành chính của nó là thị trấn Więcbork, nằm khoảng 11 kilômét (7 mi) về phía nam Sępólno Krajeńskie và 43 km (27 mi) phía tây bắc Bydgoszcz.
Gmina có diện tích 235,71 kilômét vuông (91,0 dặm vuông Anh), và tính đến năm 2006, tổng dân số của nó là 13.028 (trong đó dân số Więcbork lên tới 5.788, và dân số của vùng nông thôn của Gmina là 7.240).
Gmina chứa một phần của khu vực được bảo vệ gọi là Công viên cảnh quan Krajna.

## Làng
Ngoài thị trấn Wiecbork, Gmina Wiecbork chứa các làng và các khu định cư của Adamowo, Borzyszkowo, Czarmuń, Dabie, Dalkowo, Dorotowo, Dwanaście Apostołów, Frydrychowo, Górowatki, Jastrzębiec, Jelen, Karolewo, Katarzyniec, Klarynowo, Lubcza, Młynki, Nowy Dwór, Pęperzyn, Puszcza, Runowo Krajenskie, Runowo-Mlýn, Śmiłowo, Suchorączek, Sypniewo, Werski Hầu hết, Wilcze Jary, Witunia, Wymysłowo, Zabartowo, Zakrzewek, Zakrzewska Osada và Zgniłka.

## Gmina lân cận
Gmina Wiecbork giáp với Gmina của Lipka, Łobżenica, Mrocza, Sępólno Krajenskie, Sośno, Zakrzewo và zlotow.